# Semiothisa abnormata
Semiothisa abnormata là một loài bướm đêm trong họ Geometridae.